# Silent Hill (città)
Silent Hill (サイレントヒル?, Sairento Hiru, in italiano "Collina Silenziosa") è una città fantasma immaginaria del Maine, dove si svolgono gli eventi della serie di videogiochi, film, libri e fumetti di Silent Hill. Nella prima trasposizione cinematografica la città di Silent Hill è situata nel Virginia Occidentale.

## Caratteristiche
Silent Hill si presenta normalmente come una cittadina di provincia rurale americana dall'aspetto folkloristico e ricca di attrazioni turistiche, ubicata sul fittizio Lago Toluca. Tuttavia, a rendere questa città singolare è il suo potere: oltre alla sua apparente tranquilla città si cela un potere spirituale, in grado di riflettere il mondo interiore di un individuo sulla città stessa e manifestando quindi il suo subconscio, le sue paure e i suoi incubi, o le sue "colpe" (come ad esempio nel caso di James Sunderland, o di Alessa Gillespie). Non si sa secondo quale criterio il potere della città scelga di manifestarsi a una precisa persona, ma sembra che chiunque abbia una particolare situazione alle proprie spalle (sia che si tratti di un triste passato, oppure di vere e proprie cattive azioni) troverà a Silent Hill il suo incubo personale. Principalmente, la città assume due forme:
- Mondo Nebbioso ("Fog World") - La città è perennemente immersa nella nebbia o la pioggia, che cade all'infinito. Questa è la città che, inizialmente, si mostra agli occhi protagonisti, e dove questi, in quasi tutti i capitoli, iniziano il loro viaggio. In questa versione, il potere spirituale di Silent Hill emerge influenzando in modo superficiale la città, materializzando i mostri e riempiendo la città con una fitta nebbia. Al suono della sirena antibombardamento, la realtà muta in quella dell'Altromondo.

- Altromondo ("Otherworld") - Una città quasi astratta, senza cielo, nella quale tutto è buio e le creature circondano la città. Gli edifici cadono in deperimento, e alle strade si sostituiscono grate di ferro arrugginite, una sostanza simile a sangue rappreso ricopre ogni superficie e talvolta cadaveri, oppure carcasse sono sparse in alcuni angoli della città. L'aspetto specifico di questa dimensione può variare anche in base al subconscio dell'"ospite" della città nebbiosa.

Solo in rari casi la città appare a chi la attraversa come assolutamente normale e priva di pericoli.

## Geografia, economia e storia
Silent Hill è una piccola e magnifica città turistica situata nel Nord America sulle rive del grande Lago Toluca. I residenti della comunità (diversamente dai pendolari delle città circostanti) traggono la maggior parte delle entrate dall'industria del turismo.
Prima del 1600, la città di Silent Hill era abitata da una sconosciuta tribù di Nativi americani, che usò il luogo per rituali sacri, atti a comunicare con i defunti (fu in tale occasione che al luogo fu dato l'appellativo di "Luogo Degli Spiriti Silenziosi"). Alla fine del secolo, la città fu fondata dai coloni, i quali tuttavia iniziarono rapidamente a morire a causa di un'epidemia, che spinse i pochi superstiti ad abbandonare la città. Per oltre un secolo, la città rimase inabitata, finché fu ricostruita come colonia penale nei primi anni dell'Ottocento (furono infatti erette le Prigioni e il Brookhaven Hospital).
Venti anni dopo scoppiò un'altra epidemia, e il Brookhaven Hospital fu riaperto per ospitare i contagiati. Negli anni quaranta del 1800 la prigione venne chiusa; intanto nel 1861 scoppia la Guerra Civile Americana. Negli anni cinquanta dell'Ottocento, un'altra ondata di coloni scoprì una miniera di carbone (la miniera di Wiltse), e la città divenne di nuovo prosperosa. Durante la Guerra Civile Americana, la città funse da campo per i prigionieri di guerra, ospitati nelle Prigioni Toluca. Dopo la fine del conflitto, la prigione fu trasformata in un penitenziario statale, e poco dopo, Silent Hill divenne una località turistica. All'incirca nello stesso periodo, un gruppo di fanatici religiosi fondarono una serie di culti apocalittici basati sull'escatologia dell'anonima tribù di Nativi americani che occupò la terra prima che arrivassero i coloni. Essi costituirono così L'Ordine, il cui culto (che adorava la divinità di nome Samael) praticava i sacrifici umani, la giromanzia e la necromanzia, in continui tentativi di resuscitare il loro dio, che credevano avrebbe portato il paradiso in terra attraverso la morte e la rinascita dell'intera umanità, mondata così dal peccato. Il culto favoriva inoltre l'uso di stupefacenti per i rituali, nonché la vendita degli stessi ai turisti della città. La droga sintetica, la PTV, veniva ricavata da una pianta chiamata White Claudia, che cresceva nelle zone del Lago Toluca. Il commercio dello stupefacente venne tuttavia ostacolato agli inizi degli anni ottanta del 1900 dalle forze di polizia locali.

## Cronologia degli eventi
1500 circaIl territorio di Silent Hill è inizialmente occupato da una tribù indiana, la quale lo rende un luogo sacro.
1600 circaIl sito di Silent Hill viene occupato da alcuni coloni, che lo abbandonano in seguito al propagarsi di un'epidemia. Sulle fondamenta del culto dei nativi che li hanno preceduti, i coloni costituiscono "L'Ordine". Durante la Santa Inquisizione, le persecuzioni raggiungono anche Silent Hill, e molte donne innocenti finiscono giustiziate in quanto accusate di stregoneria. Tra queste vittime sarà ricordata una ragazza, Jennifer Carroll, alla quale dedicano, tre secoli più tardi, una strada e un monumento commemorativo al Rosewater Park.
1800 circaIl sito viene riutilizzato come colonia penale, che prenderà il nome di Prigione di Toluca, e viene edificata una missione per gli ammalati, in occasione di una successiva epidemia.
1820 circaLa missione viene riabilitata, e diventa successivamente l'attuale ospedale psichiatrico di Brookehaven (Brookhaven Hospital).
1840 circaViene chiusa la Prigione di Toluca.
1850 circaCon la scoperta delle miniere di carbone, il sito viene ripopolato, e viene fondata la città di Silent Hill.
1853Viene fondata la città di Shepherd's Glen da Isaac Shepherd, Edith Holloway, Mason Bartlett e Cornelius Fitch. Il 23 settembre dello stesso anno i loro rispettivi discendenti, cioè Daniel Shepherd, Ann Holloway, Helen Bartlett e Theodore Fitch vengono sacrificati per appagare il volere del Dio.
1860Una compagnia di commercio dei minerali, la Gillespie Coal & Iron Company, acquisisce il territorio montuoso del Devil's Pit, diventando una dei maggiori esponenti dell'economia della città.
1861Con l'inizio della Guerra Civile Americana, il campo di reclusione provvisorio dismesso viene riaperto per i prigionieri di guerra, e trasformato in una struttura penitenziaria statale. Su di essa viene eretto l'attuale Silent Hill Historical Society, un museo che custodisce cimeli appartenenti alla storia di Silent Hill. Sorge nello stesso periodo il movimento religioso dell'Ordine.
1900 circaCon il crescente sviluppo economico, la città diventa una meta turistica.
1914Un battello a vapore per turisti, il "Little Baroness", affonda presso il lago Toluca. I corpi delle persone a bordo non vengono mai ritrovati.
1960 circaHelen Grady cerca di uccidere il figlio asfissiandolo con del gas, in quanto la donna sostiene che egli sia un demonio che una dimensione parallela la incarica di eliminare. Viene ricoverata nel manicomio di Cedar Groove (Cedar Groove Sanitarium), e non si hanno più sue notizie.
1972 circaNasce presumibilmente Alessa Gillespie, che viene adottata da un'adepta dell'Ordine, Dahlia Gillespie.
1973 circaNasce presumibilmente Claudia Wolf, figlia di Leonard Wolf, altro adepto dell'Ordine.
1979 circaDahlia sacrifica sua figlia Alessa affinché quest'ultima metta al mondo ciò che il suo culto chiama "Samael", che sopravvive grazie al salvataggio di Travis Grady, consentendole di preservare la sua parte incontaminata, che si reincarna in una bambina. Alessa viene dichiarata ufficialmente morta, ma è in realtà segregata di nascosto nelle fondamenta di un ospedale, dove, ridotta in uno stato semi-comatoso, viene assistita dal dottore Michael Kaufmann e l'infermiera Lisa Garland, che viene assassinata poco tempo dopo in quanto è un testimone oculare dei piani di Dahlia e del dottore. Nel frattempo i coniugi Harry e Jodie Mason trovano una neonata, reincarnazione della parte incontaminata di Alessa, che adottano e chiamano Cheryl.
anni ottanta circaNasce presumibilmente Walter Sullivan, che viene abbandonato appena nato presso un complesso residenziale ad Ashfield, una città vicina a Silent Hill, e ritrovato da Frank Sunderland, sopraintendente della struttura, che segnala il caso alle autorità locali. Il bambino viene affidato alle cure di un orfanotrofio chiamato "Villa Speranza" ( Wish House), un edificio gestito dagli adepti dell'Ordine, i quali perpetrano gravi abusi ai bambini da essi ospitati per educarli al loro culto. Walter rimane irrimediabilmente segnato dall'influenza dell'Ordine.
1984 circaMuore Jodie Mason in seguito ad una malattia non meglio specificata.
1986 circaHarry Mason e la figlia Cheryl fanno un viaggio di vacanza a Silent Hill, e hanno un incidente stradale ai margini della città. Al suo risveglio, Harry non trova più sua figlia, e inizia a svolgere delle indagini, che lo portano a scoprire chi, o meglio, cosa è in realtà sua figlia, e ferma il rituale al quale Dahlia Gillespie e il dottor Kaufmann stavano lavorando da anni. Alessa genera una nuova reincarnazione, che affida a Harry. L'uomo da alla bambina lo stesso nome ed età anagrafici di Cheryl, tuttavia, rischiando di essere entrambi ancora oggetto di persecuzione da parte degli adepti dell'Ordine, cambiano nome e la bambina è conosciuta come Heather Mason.
1998 circaMuore di malattia Mary Shepherd Sunderland, moglie di James Sunderland.
Nello stesso periodo, Walter Sullivan, condannato in carcere a vita per l'omicidio a scopo esoterico di quattordici persone, si suicida nella sua cella.
2001 circaJames Sunderland si reca a Silent Hill, quando questi riceve una strana lettera il cui mittente risulta essere Mary, la sua defunta moglie, ormai assente da più di tre anni, che lo invita a raggiungerla presso la suddetta città. Tra mille peripezie e vicissitudini, James comprende infine che il viaggio che ha intrapreso serviva in realtà a metterlo faccia a faccia con le sue colpe che egli aveva rimosso, ovvero l'omicidio di sua moglie. Le sorti dell'uomo restano tuttavia incerte.
2003 circaHeather Mason viene avvicinata da Douglas Cartland, un investigatore privato, e successivamente, incontra Claudia Wolf, un'adepta dell'Ordine. La ragazza non capisce cosa le sta accadendo fino a quando, ritornando a casa, trova suo padre Harry, brutalmente assassinato per mano di una creatura al servizio di Claudia. Sconvolta, Heather, aiutata da Douglas, si reca a Silent Hill, e ivi ricorda tutto il suo passato. Heather è la reincarnazione di Alessa Gillespie, e come ella, è in grado di far nascere il "Samael", motivo per il quale Claudia conduce la ragazza sul luogo. Heather riesce ad espellere tale creatura, ma Claudia la sottrae ad Heather prima che questa possa eliminarla, e il "Samael" viene alla luce. Heather lo affronta e lo elimina, dopodiché decide di lasciare definitivamente Silent Hill, e si costruisce una nuova vita.
Nello stesso anno, a Shepherd's Glen viene festeggiato il 150º anniversario della fondazione della città il 20 settembre e il 21 settembre; vengono sacrificati Nora Holloway, Joey Bartlett e Scarlet Fitch dai loro genitori per soddisfare il dio; Joshua Shepherd muore per un incidente su di una barca e suo fratello Alex Shepherd viene ricoverato in una clinica psichiatrica.
2004 circaHenry Townshend è confinato nella sua abitazione, dalla quale non riesce a uscire ed è impossibilitato ad interagire con il mondo esterno. L'unico modo in cui l'uomo può spostarsi è un grande buco circolare apparso improvvisamente nel suo bagno, che trasporta Henry in diversi luoghi correlati a persone che egli incontra, le quali vengono successivamente uccise. Nel corso della sua avventura, Henry scopre che gli eventi bizzarri che lo coinvolgono sono generati dalla riapparizione di Walter Sullivan, un serial killer ufficialmente morto alcuni anni prima che è intenzionato ultimare i "21 sacramenti", ossia gli omicidi da lui premeditati e compiuti nel corso di una decina di anni, e le ultime vittime da mietere sono proprio Henry ed Eileen, la sua vicina di casa. Henry affronta l'uomo e lo sconfigge, e la vicenda termina o con la salvezza dell'uomo de della sua vicina, o con il compimento del rituale di Sullivan.
2008 circaIl soldato Alex Shepherd ritorna alla sua città natale, Shepherd's Glen. Al suo arrivo scopre che sia Josh, il fratello minore, che il padre sono scomparsi, quindi Alex, insieme a un'amica, Elle Holloway, ed il vice sceriffo James Wheeler inizia la loro ricerca. Con lo svolgersi delle indagini, Alex apprende che la sua città e gli antenati che la fondarono, erano adepti dell'Ordine, e che per tale culto, i villici erano chiamati a sacrificare periodicamente i propri figli. In principio, Alex crede che il fratellino sia in pericolo, ma scopre poco dopo che Josh era già morto molti anni prima, accidentalmente annegato da Alex, e che Alex stesso avrebbe dovuto essere sacrificato. A quel punto, ad Alex non resta altro che fermare i suoi concittadini, prosecutori del culto, e ultimato il suo compito, di Alex non si conosce la sorte.
2012 circaMurphy Pendleton, condannato all'ergastolo aver ucciso Patrick Napier, un pedofilo responsabile della morte del figlio di Murphy, viene inviato insieme ad altri detenuti in trasferta presso una struttura penitenziaria. Durante il viaggio, l'autobus blindato che lo trasporta finisce in fondo ad una scarpata, e le persone che erano con lui sono disperse. Murphy va in cerca di aiuto e si ritrova ai margini di Silent Hill, dove viene trascinato nella dimensione parallela.

## Luoghi di Silent Hill
La città di Silent Hill è divisa in tre parti: Paleville, South Vale e South-eastern district.

### Paleville
Parte nord della città di Silent Hill. Contiene tre distretti: Old Silent Hill, Central Silent Hill e la Resort Area

#### Old Silent Hill
Un'area residenziale della città caratterizzata da abitazioni dall'architettura degli anni quaranta-cinquanta. Nonostante il nome, non si tratta della parte più vecchia di Silent Hill: quella distinzione riguarda South Vale, ubicazione delle due strutture più vecchie di Silent Hill, la prigione e il Brookhaven Hospital.
Elenco degli esercizi commerciali e altre strutture presenti nella Old Silent Hill:
- Crabs
- Convenience Store 8 -  Un piccolo super market locale di alimentari e casalinghi.
- Food and Liquor -  Questo negozio vende uova, latte, birra, vino, snack, bibite e cosce di pollo.
- El Encanto -
- Metropol Theater - Cinema situato all'angolo della Bachman e della Finney.
- Algernon
- Blue Belle
- Fish 'n' Fries
- Farmacia
- Book Store
- High Life
- Virginia's Bodas - Negozio di abiti da sposa.
- Jim Beam
- Lighting Co.
- Roger's Pastry Shop
- Souvenirs
- Shoes Repair and Luggage Renovators Luggage Repair
- Cut Rite Chainsaws - Un piccolo negozio di ferramenta situato lungo Bloch Street.
- Balkan Church - Una chiesa, probabilmente Cristiana Ortodossa, dove Harry Mason incontra Dahlia Gillespie per la prima volta.
- Hell Gas Station - Stazione di benzina situata vicino alla Balkan Church.
- Bridge Control Room - Un edificio a due piani situato a nord est della cittadina provvisto di un ponte semovente che conduce da Old Silent Hill a Central Silent Hill.
- Poston Market - Supermercato. Nella mappa del videogioco Silent Hill è indicato come Posion Market.
- Ichiron's Drugs -  Drogheria.
- Ghoul
- Ice Cream Bar
- Queen Burger - Fast food.
- Julio's Auto Parts - Negozio di auto.
- Horned Moon Dance
- Fresh Roasted Coffee - Caffè
- Café 5to2 - Un piccolo cafè situato su Bachman Rd. È il luogo in cui Harry, svegliandosi dall'incubo, comincia la ricerca della figlia.
- Midwich Elementary School - Una scuola elementare situata sul lato sud-ovest della città. Lisa Garland e Alessa Gillespie studiarono qui.
- Silver Goods
- Sundries Shop
- Market - Supermercato.
- Top Sales
- Mark Twain Books & Gifts - Questo negozio vende libri e regali..
- Casa Gordon - La casa di Kim Gordon, una degli insegnanti di Alessa della Midwich Elementary School.

#### Central Silent Hill
Parte del distretto commerciale di Silent Hill, è il cuore dei servizi pubblici della città, come la stazione di polizia, il teatro, l'ospedale, la clinica e l'ufficio postale. È collegata a Old Silent Hill tramite un ponte.
Elenco delle strutture e degli esercizi commerciali presenti in Central Silent Hill:
- Silent Hill Police Station - Il quartier generale delle forze di polizia di Silent Hill e della loro inutile guerra al traffico di droga legato all'Ordine. Vi lavora l'agente Gucci.
- Silent Hill Town Center - Un centro commerciale situato nella sezione nord-orientale di Central Silent Hill.
- Alchemilla Hospital - Ospedale principale della città. Qui Alessa fu ricoverata dopo esser stata bruciata nell'incendio della sua casa. L'ospedale, inoltre, funse da impianto di produzione per White Claudia, un processo supervisionato dal direttore dell'ospedale, Michael Kaufmann, membro dell'Ordine. Alessa fu tenuta nel seminterrato dell'ospedale per molti anni in uno stato semi-comatoso, assistita dalla infermiera tossicodipendente Lisa Garland.
- Green Lion Antiques - Un negozio d'antiquariato di proprietà di Dahlia Gillespie. Funse da quartier generale dell'Ordine. Il seminterrato contiene un altare utilizzato per i rituali dell'Ordine.
- Andy's Books - Una libreria situata al lato opposto dell'Alchemilla Hospital.
- The Family Butcher - Macelleria situata all'angolo di Low St. e Toluca Ave.
- Artaud Theater - Un vecchio teatro situato lungo Koontz Street.
- Riverside Motel - Un incantevole motel posto a sud dell'ospedale Alchemilla. Richard Grady commise suicidio mentre si trovava lì con suo figlio Travis.
- Greenfield Apartments - Complesso di appartamenti.
- Cedar Grove Sanitarium - Un ospedale psichiatrico ai margini di Silent Hill. Helen Grady fu ricoverata qui nei primi anni sessanta.
- Lumber Yard - Rifornimento locale per materiali da costruzione e legname.
- Hobby America
- Wild & Cool
- Chinese Art Goods
- Konami Burger
- Ufficio postale
- Just Cats
- Dai Dai Restaurant
- Nail Nail Nail - Negozio di manicure.
- Top Sales
- Cafe Sun - Caffè con posti a sedere all'aperto e ombrelloni.
- Green Pharmacy - Una farmacia vicina all'Alchemilla Hospital.
- Tramps Bar
- Sky Toys
- Downtown Fashion Center
- Flowers on Lexington
- Salmon - Pescheria specializzata nella vendita di salmoni.
- Cafe
- Son Corp. 366
- Hot Dog
- A Moveable Feast
- Tea Room
- Grand Master Book Store
- The Mirage
- Romantic Journey
- Vivre
- Old Town Antiques - Negozio d'antiquariato.
- The Andy Shop
- FAA
- Mushnik's Florist - Negozio di fiori
- Marigold
- Parking Garage - Garage
- Steak & Brew Burger
- VOWO
- Buffalo Chief
- Moondance Disco - Discoteca
- 30 Records
- Hardware'
- Rugs and Carpets - Negozio di tappeti.
- Rollies Dress Shop
- SH Sale Store
- S&W Bank - Banca
- Nathan's Convenience Store
- Ann Black
- The Car
- Market A
- Galaxy IWAI
- Loggia
- No. 1 Foto in 1 Ora - Fotografo.
- Contempo Casual - Negozio di vestiti.
- Fans - Casual Fashion since 1987 - Negozio di vestiti.
- Noltemi & Co.
- CASIS
- Wind
- Theater 3 - Cinema.
- Discount Variety
- Bait Shop

#### Resort Area
La meta dei turisti nella parte nord del lago Toluca.
- South Park - Piccolo parco di divertimenti.
- Mec Burger - Un fast food.
- Annie's Bar - Un bar in cui Kaufmann lasciò dietro di sé una scia di indizi che Harry seguì.
- Indian Runner - Un negozio di generi vari di proprietà di un membro del sindacato locale per le droghe che conosceva Kaufmann.
- Norman's Motel - Un motel sulla riva nord del lago Toluca. Kaufmann viveva lì.
- Jude's Diner
- East Garage - Garage per automobili che si trova vicino al faro.
- West Garage - Garage per automobili che si trova vicino al faro.
- Churros Stand
- Docks
- The Lighthouse - Il faro sul lago Toluca, una delle strutture più antiche della città.
- Lakeside Amusement Park - Un parco di divertimenti a tema con vista sul lago.
- Lakeview Hotel  - Un maestoso hotel sulle rive del lago Toluca. Prima degli eventi di Silent Hill 2 fu teatro di un grande incendio.
- Chiesa- Una chiesa innominata usata dall'Ordine; sembra che sia stata costruita a cavallo tra gli eventi di Silent Hill e Silent Hill 3.

### South Vale
South Vale è una zona meridionale di Silent Hill che affaccia sul lago Toluca. Contiene un mix di aree residenziali e commerciali, ed è il centro principale dell'industria turistica della città, dal momento che vi sono ubicati, oltre al Lago Toluca, molti siti storici e monumenti.
 È qui che hanno luogo gli eventi di Silent Hill 2.
- Observation Deck and Hiking Trail - Ubicata sulla County Road 73, è una struttura che si trova sul lago Toluca e offre una vista della maggior parte del South Vale. Il ponte è parte di un sentiero che può essere usato per arrivare a Silent Hill a piedi. Il sentiero passa attraverso un piccolo, anonimo cimitero con una cappella, e al Silent Hill Ranch.
- Wood Side Apartments e Blue Creek Apartments - Due piccoli complessi di appartamenti con architettura simile a quella che si trova negli edifici di New York.
- The Baldwin Mansion - Una grande villa situata vicino ai Blue Creek Apartments. In Silent Hill 2 viene svelato che un uomo di nome Ernest Baldwin viveva lì, con la figlia che morì accidentalmente, e forse sua moglie (non viene detto se egli viveva con la moglie oppure no).
- Rosewater Park - Un parco sulla riva sud del lago Toluca. Vi sono diversi monumenti commemorativi, incluso uno per le persone che scomparvero a bordo della "Little Baroness", un battello a vapore che scomparve misteriosamente nel 1918 senza lasciare traccia, e un altro ad una donna uccisa durante l'inquisizione della chiesa cattolica, da alcuni cacciatori di streghe.
- Heaven's Night - Uno strip club dove Maria lavorava come ballerina.
- Brookhaven Hospital - Ospedale ed istituto di cura mentale nel South Vale.
- Silent Hill Historical Society - Museo storico sulla punta di South Vale costruito sulle rovine della prigione. Contiene un ritratto di Pyramid Head.
- Toluca Prison - Prigione dismessa un tempo usata come colonia penale della guerra civile.
- Boat Launch - Molo dove sono attraccati i natanti che attraversano il lago.
- Jacks Inn - Un piccolo motel situato a sud del parco Rosewater. Qui Douglas e Heather restarono in una stanza prima di dividersi.
- Neelys Bar - Un bar presente anche nel film.
- Pete's Bowl-O-Rama - Un bowling dove James incontra Eddie mentre questi mangia una pizza. È presente anche nel film.
- Happy Burger - Un fast food.
- Texxon Gas - Una stazione di benzina, dove Eddie era stato impiegato.
- Gonzale's Mexican Restaurant - Un ristorante messicano.
- Flower Shop - Un fioraio.
- Café Texan - Un caffè stile Western.
- Café Mist - Un caffè. È presente anche nel film.
- Big Jay's - Un Bar.
- Lucky Jade Restaurant - Un ristorante di South Vale.
- Grand Market - Un supermarket locale.
- St. Stella Church - Una chiesa.
- South Silent Hill Fire Station - Una caserma dei vigili del fuoco, che collaborò probabilmente allo spegnimento degli incendi del Lake View Hotel e della casa di Dahlia Gillespie.
- Ridgeview Medical Clinic - Una piccola clinica medica.
- Silent Hill Savings Bank - Una banca.
- Pet Center - Un negozio di animali.

### Lago Toluca
Il lago era circondato dalla foresta, su cui fu fondata la città di Silent Hill. Henry Townshend aveva una fotografia del lago Toluca nella sua camera da letto e andò a vederlo quando visitò i boschi di Silent Hill. Harry lo raggiunse per catturare lo spirito di Alessa. James lo attraversò per raggiungere il Lakeview Hotel.
- Wish House (anche nota come Hope House) - Un orfanotrofio condotto dall'Ordine, locato nei boschi di Silent Hill. Walter Sullivan vi crebbe.
- Sheppard's Orphanage - L'orfanotrofio in cui Ben, Moon, Karen e Alessa vivevano da bambini (anche questo probabilmente condotto dall'Ordine).
- The Water Prison (anche nota come Prigione Cilindrica o Panopticon) - Una prigione usata dall'Ordine per fare il lavaggio del cervello ai bambini che vivevano nella Wish House.

## Città vicine a Silent Hill

### Ashfield
Città nella quale abita Henry Townshend, protagonista di Silent Hill 4: The Room.

### Brahms
Città situata in riva al Lago Toluca, forse la più vicina a Silent Hill, anche se non sembra essere soggetta all'influenza del dio. È in una tavola calda di questa città che Travis Grady, il protagonista di Silent Hill: Origins, sosta col camion e prende un caffè poco prima di andare a Silent Hill. In Silent Hill: Downpour, leggendo i giornali, si scopre che Brahms era la città in cui il protagonista Murphy Pendleton viveva con sua moglie e suo figlio.

### Pleasant River
Una città che sembra trovarsi a nordest di Silent Hill. Walter Sullivan studiò nell'University of Pleasant River con Bobby Randolph, Sein Martin e Jasper Gein di Silent Hill 4: The Room. Questo luogo non compare mai nei giochi.

### Portland
La città in cui viveva Harry Mason cinque anni dopo gli avvenimenti del primo Silent Hill. Harry e Heather vissero qui finché furono trovati e attaccati da un membro del culto, dopodiché si trasferirono in una città innominata che funge da scenario per la prima metà di Silent Hill 3.

### Shepherd's Glen
Una città sulla riva occidentale del Lago Toluca. È la città natale di Alex Shepherd e il luogo in cui ha inizio il gioco Silent Hill: Homecoming. Un tocco di umorismo viene dato ai nomi delle strade, che fanno allusione a registi cinematografici famosi: Craven Ave., Carpinter Street, Kubrik Rd., eccetera.
In questa città, molto vicina a Silent Hill, risiede un passato oscuro e legato al culto dell'Ordine. Le famiglie che per prime l'avevano colonizzata, ovvero gli Shepherd, Holloway, Bartlett e Fitch, scatenarono una sorta di scisma tra i membri dell'Ordine di Silent Hill, perché volevano restare lontani da quella città. Perciò, dopo essersi definitivamente stabilite a Sheperd's Glen, le quattro famiglie fecero un patto col Dio di Silent Hill: se gli abitanti di Shepherd's Glen gli avessero offerto ogni 50 anni quattro vittime sacrificali, la città sarebbe stata preservata dal destino di Silent Hill.
Le quattro famiglie continuarono quindi a rispettare il patto e a sacrificare i propri discendenti a tempo debito, ma il 22 settembre 2003, giorno successivo al 150º anniversario dalla fondazione di Shepherd's Glen, Alex Shepherd scompare e suo fratello Joshua muore. Adam Shepherd, il loro padre, che aveva designato Joshua come suo successore e Alex come vittima sacrificale, non riesce a ritrovare il figlio ancora in vita, mentre le altre tre vittime sono già state sacrificate, e quindi il patto è rotto: Shepherd's Glen è ormai condannata. L'ira del Dio quindi si abbatte sulla città, che inizia inevitabilmente a sprofondare sempre più nell'Otherworld.

## Accoglienza
Silent Hill è stata classificata al primo posto nelle "7 città immaginarie più spaventose" dalla rivista Todal DVD. È una delle città immaginarie più famose nel mondo dei videogiochi e il suo nome è diventato comune. La città è considerata in un certo un senso "un partecipante diretto" agli eventi della storia su cui gli sviluppatori hanno cercato di incarnare alcuni indizi per comprendere meglio la sua narrazione. Secondo la testata Igromania la città di Silent Hill è un luogo nebbioso, spaventoso e ultraterreno, che invece di respingere le persone le attrae a sé, personificando la forza oscura e la psicoenergetica negativa.